# Ferdinand Artmann
Ferdinand Theobald Artmann (* 27. November 1830 in Prag; † 16. April 1883 in Wien) war ein österreichischer Militärarchitekt, Offizier, Lebensmittelchemiker, Pädagoge und Erfinder.

## Leben
Ferdinand Artmann wurde 1830 in Prag als Sohn von Matthias Artmann (1796–1850), Musterhauptschullehrer in Prag, und der Anna Elisabeth, geb. Worafka (1804–1870) geboren. Er absolvierte die k.u.k. Technische Militärakademie (Genie-Akademie) in Klosterbruck bei Znaim, unterrichtete dort 1850–1855 als Professor für Physik und Chemie und war Herausgeber sowie Autor entsprechender Fachliteratur im Bereich der Lebensmitteltechnik. Außerdem wurde er nach umfangreichen Planungen für die Aspangbahn zum Vizepräsident der Eisenbahn Wien-Aspang (EWA) ernannt. Für das österreichische Militär war er sowohl als ausführender Architekt als auch als theoretischer Planer tätig. Als solcher erbaute er 1864–1866 das  Militärverpflegungsetablissement in Wien und
die erste Konservenfabrik in der Gumpendorfer Kaserne. Im Rahmen der Wiener Stadtentwicklung plante er 1871 die Gürtellinie der Wiener Stadtbahn.

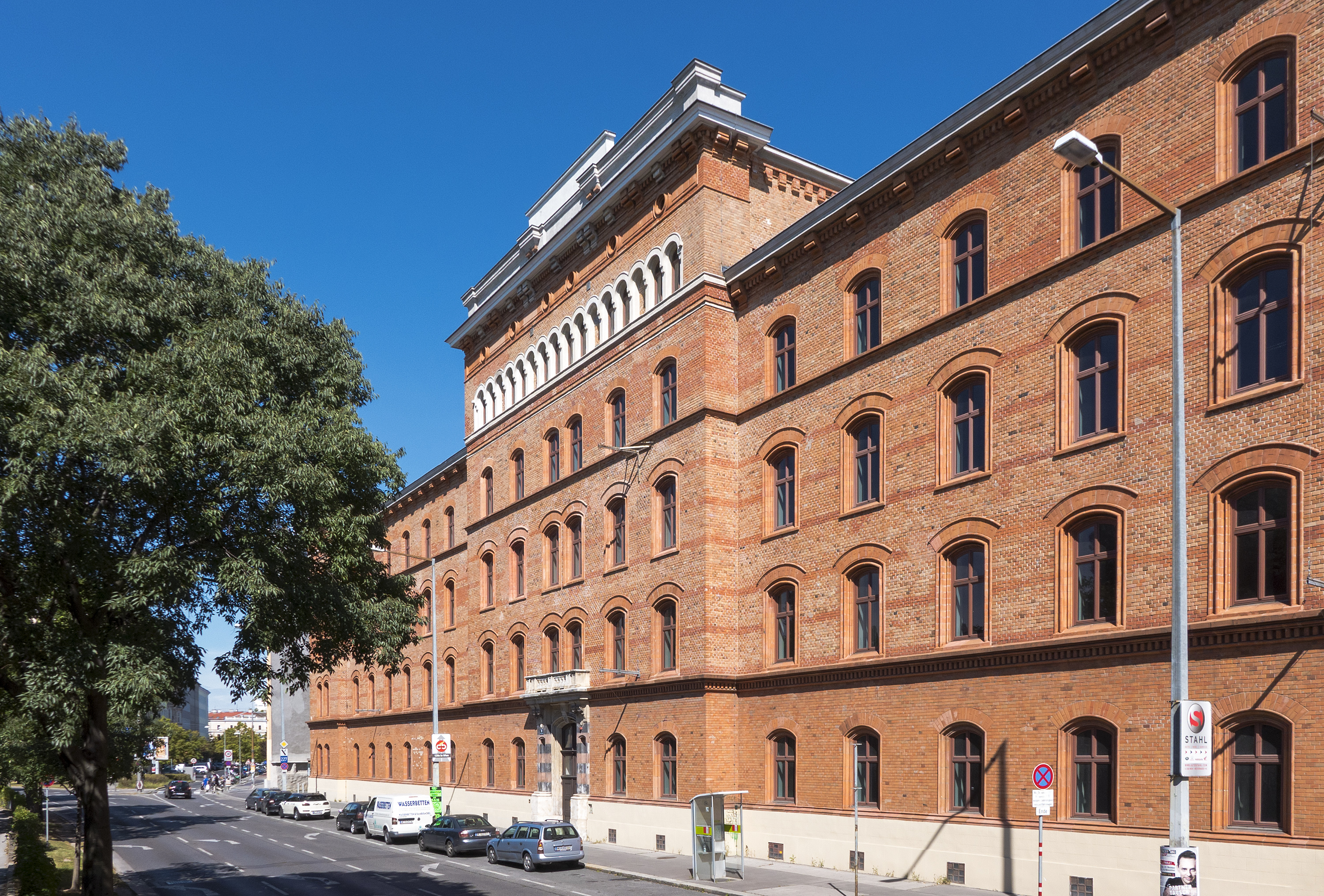
Ehemaliges Militärverpflegungsetablissement

## Familie

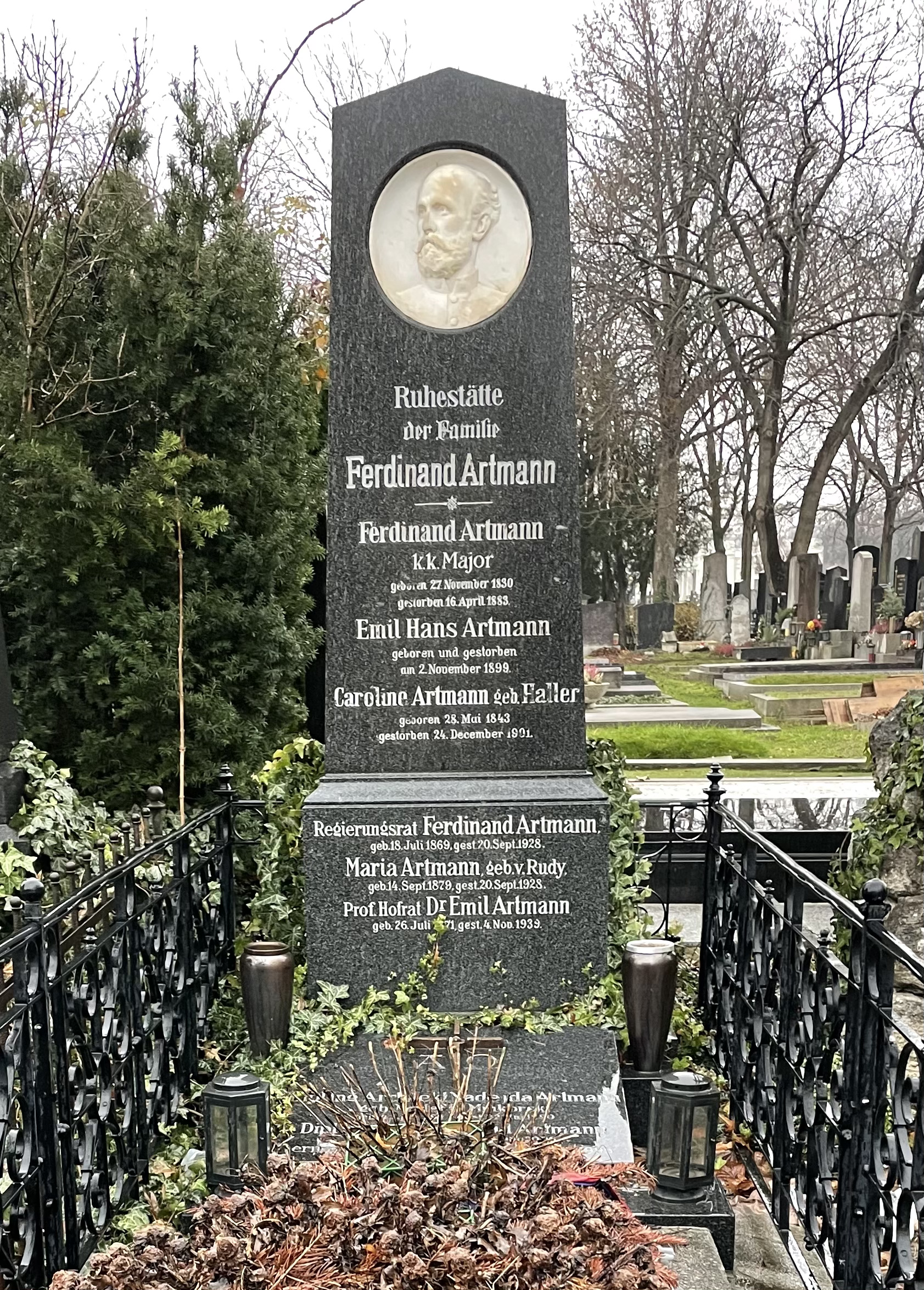
Ruhestätte der Familie Ferdinand Artmann

Ferdinand Artmann war mit Caroline, geb. Haller (1843–1901) verheiratet. Sein Sohn Hans war ein Landschafts- und Genremaler der Düsseldorfer Schule. Sein Sohn Emil war ein anerkannter Architekt sowie Professor und Rektor an der Technischen Hochschule in Wien. Sein Sohn Paul war Wissenschafter und Pädagoge in Reichenberg.
Ferdinand Theobald Artmann (1830–1883) ⚭ Caroline Haller (1843–1901)
- Karl Artmann (* 1862), Jurist und Oberlandesgerichtsrat
  - Gerda Artmann, Lehrerin (unverheiratet gestorben)
- Hans Artmann (1868–1902), Landschafts- und Genremaler
- Ferdinand Artmann (1869–1928), Regierungsrat und Vizepräsident der Lombard- u. Escompebank Wien ⚭ Maria Rudy (1879–1928) (die beide am 20. September 1928 von ihrem Sohn Ferdinand ermordet wurden)
  - Ferdinand Benvenuto Artmann (1912–1936), unverheiratet
- Emil Wilhelm Artmann (1871–1939), Architekt und Rektor ⚭ Rosette Hellmesberger (1877–1968)
  - Emil Hans (* 1889), bei der Geburt verstorben
- Paul Artmann (1878–1960), Professor k.k. Staatsgewerbeschule Reichenberg ⚭ Klementine Kammerer (1881–1960), Lehrerin
  - Karoline (* 1903) ⚭ Fritz Lerche, Rechtsanwalt
    - Peter Lerche (1928–2016), Rechtswissenschafter
    - Helmut Lerche, Mittelschulprofessor
    - Dorothea Lerche

  - Paul Franz Artmann (1909–2006), Architekt und Radiästhet ⚭ Nadejda (Nadia) Nedeff-Minkorsky (1913–1990), Architektin
    - Christine (1940–2020), med.-techn. Assistentin ⚭ Marius Mautner Markhof (1928–2005), Bankier, Unternehmer und Sportfunktionär

  - Emil (* 1909), Chirurg ⚭ Elisabeth Mack (* 1912), Ärztin
    - Martin (* 1940)
    - Elisabeth (* 1944)
    - Claudia (* 1944)

## Publikationen
- Die Lehre von den Nahrungsmitteln, ihrer Verfälschung und Conservierung, vom technischen Gesichtspunkte aus bearbeitet. Prag 1859.
- Allgemeine Bemerkungen über Ventilation und die verschiedenen auf die Güte der Luft Einfluss nehmenden Verhältnisse. Prag 1860.

## Auszeichnungen und Ämter
- nach 1859: Goldene Medaille für Kunst und Wissenschaft
- 1867: Berichterstatter der k.k. Militär-Commission bei der Pariser Weltausstellung
- Vizepräsident der Aspangbahn
- Ritter des preußischen Kronen-Ordens IV. Klasse

## Mitgliedschaften
- ab 1851: Naturhistorischer Verein „Lotos“ in Prag